# Twentieth Anniversary Macintosh
A Twentieth Anniversary Macintosh (TAM, magyarul: Huszadik Évfordulós Macintosh) limitált kiadású személyi számítógépet 1997-ben mutatta be az Apple 20. évfordulójának megünneplésére. A gép felsorakoztatta az akkori technológiai újításokat, számos olyan funkcióval rendelkezett, amelyek túlmutattak az egyszerű számítógépes felhasználáson, és a vezetői piacot célozta meg az árával.

### Története

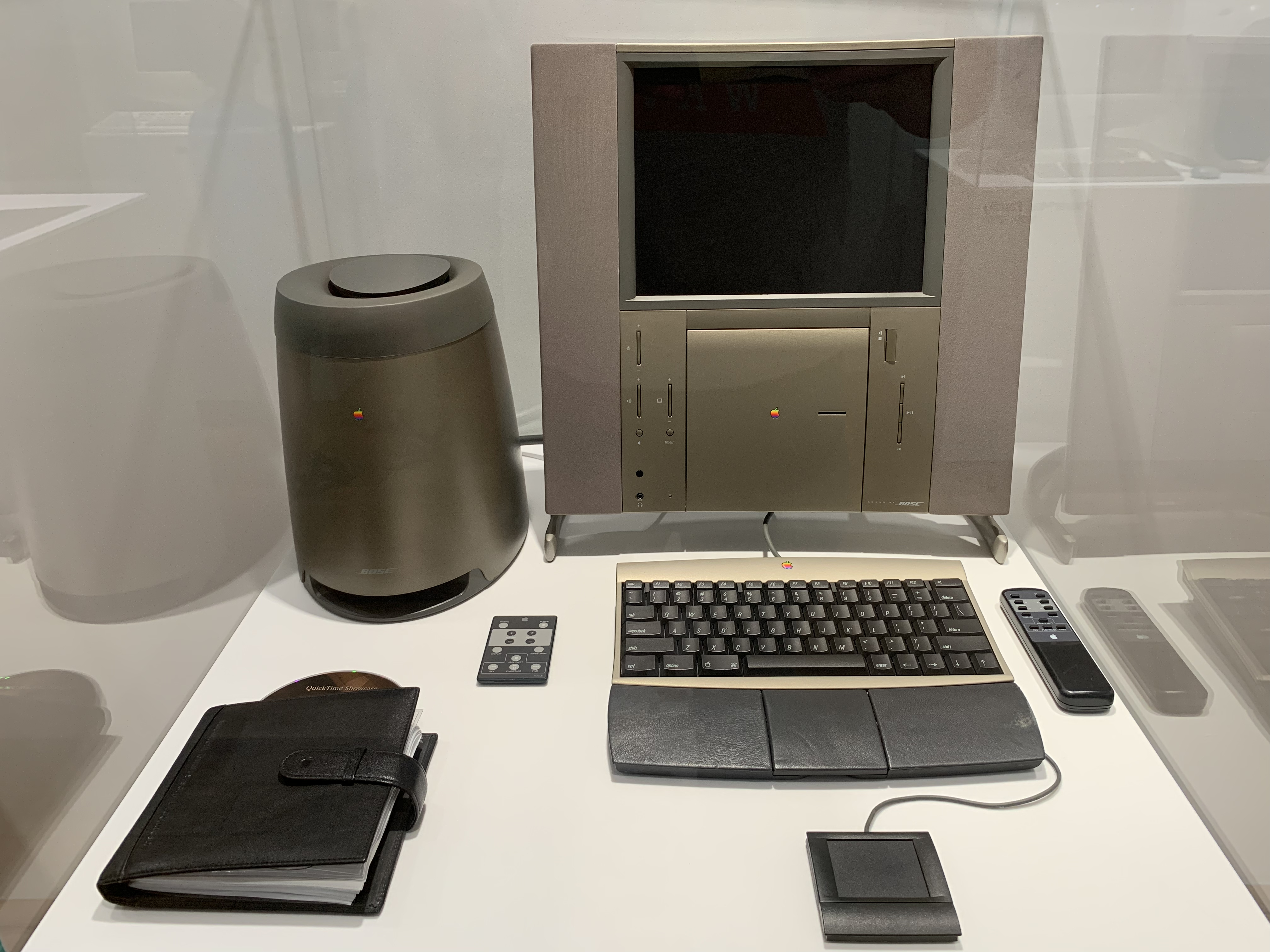
TAM a prágai Apple múzeumban

1996. április 1-jén húsz éve volt, hogy Steve Jobs, Steve Wozniak és Ronald Wayne összeállt, hogy megalapítsák az Apple Computert. A huszadik évforduló közeledtével az Apple vezetői úgy döntöttek, hogy egy limitált kiadású Macintosh számítógép bemutatásával ünnepelnek.
Egy új Macintosh számítógép kifejlesztéséhez általában másfél évnél is több szükséges, de a rendelkezésre ennél kevesebb idő állt. A tervező csapat több „álom“ koncepción dolgozott, és hamarosan a legmegvalósíthatóbbra összpontosítottak: a (majdnem) minden egyben LCD dizájnra. A fejlesztési idő csökkentése érdekében számos kész alkatrészt használtak fel az új számítógép belső részéhez.
A TAM-ot majdnem pontosan húsz évvel azután jelentették be, hogy Jobs és Wozniak bejegyezték a céget, 1997 januárjában a San Francisco-i MacWorld Expón. A megjelenési dátumot 1997. március 20-ra tűzték ki 6637 euró kiskereskedelmi áron. Eredetileg közönséges terméknek szánták, de a marketing csoport drága, különleges kiadássá változtatta.
A bemutatásakor a TAM várható ára 9000 dollár volt, ami a közvetlen házhoz szállítást is magába foglalta. A megjelenéskor az árat 7499 dollárra csökkentették. A gép értékesítési időtartama közepén az Apple tovább csökkentette az árat körülbelül 3500 dollárra és végül, amikor 1998 márciusában megszüntették, az árat 1995 dollárban határozták meg. A teljes árat fizető ügyfelek, akik reklamáltak az Apple-nél, csúcskategóriás PowerBookot kaptak kártérítésként.
A TAM-ot csak az USA-ban, Japánban, Franciaországban, Németországban és az Egyesült Királyságban forgalmazták. Az Apple csak 12 000 darabot gyártott, amelyből 11 601-et értékesítettek, 399-et megtartottak alkatrészekként való felhasználásra.
Az alacsony gyártási szám miatt letértek a szokásos eljárástól, nem képezték ki az összes Apple felhatalmazott technikust a TAM javítására. A hibás gépeket három központi helyszínre szállították világszerte: kontinensenként egyre.
Steve Jobs 1997-ben tért vissza az Apple-höz. 1998 márciusában jelentős változtatásokat hajtott végre. Ekkor állították le a TAM-ot is. Maga az időzítés nem volt feltűnő, mivel az Apple számítógépei általában egyéves gyártási ciklussal rendelkeznek, és a TAM gyártási ciklusa 1997 márciusában kezdődött. Jobs kijelentette, hogy utálta a TAM-ot. Az amerikai kereskedők két hét alatt kifogytak a készletekből az utolsó árcsökkentést követően.

### Specifikáció és dizájn
A TAM 250 MHz-es PowerPC 603ev processzorral és 12,1 inches aktív mátrixos LCD kijelzővel rendelkezett, amelyet a PowerBook 3400c-ből vettek át, és amelyet egy ATI 3D Rage II videó chipset működtetett 2 MB VRAM-mal, amely képes volt akár 16 bites szín megjelenítésére 800x600 vagy 640x480 képpontos felbontásban. Függőlegesen szerelt 4xCD-ROM, Apple floppy drive, 2 GB-os ATA merevlemez, TV/FM tuner, S-Video bemeneti kártya, és egyedi készítésű Bose hangrendszer jellemezte a Macintosht.
A TAM-hoz egyedi, 75 billentyűs ADB billentyűzet készült, amely bőr tenyértámaszokkal és egy trackpaddel rendelkezett egér helyett. A trackpad leválasztható volt a billentyűzetről. A TAM-hoz távirányító is tartozott, de az előlapi panelen lévő gombokkal is lehetett vezérelni a hangerőt, a CD lejátszást, a fényerőt, a kontrasztot és a TV módot. Az előre telepített operációs rendszer egy speciális verziója volt a Mac OS 7.6.1-nek, amely lehetővé tette ezeknek a funkcióknak a vezérlését.
A bővíthetőséget szolgálta egy hét inches PCI foglalat és egy Apple Communication Slot. Ide lehetett behelyezni az Ethernet-kártyát. A TAM egy egyedi indítási hanggal rendelkezett, amelyet kizárólag ehhez a modellhez készítettek, és más Macintosh modelleken nem használták.

### Fogadtatás és örökség
A TAM-ot kritizálták, mert túl drága volt más számítógépekhez képest. Az angol PC World 2006-ban a TAM-ot feltette a „Minden idők legrosszabb tech termékei“ listájára – bár a szerző nem igyekezett pontos tényekkel szolgálni.
Bár a Twentieth Anniversary Macintosh nem volt közismert gép a maga idejében, sem nagy eladási siker, mégis tartós hatása volt a személyi számítógépekre. Később Jony Ive finomított a TAM eredeti koncepcióján, amikor az Apple dizájn részének igazgatója lett,  amely későbbi számítógépek tervezéséért volt felelős. Az LCD-alapú all-in-one dizájnt az iMac G4 (2002) esetében újra elővették, míg az iMac G5 (2004) újra bevezette a függőlegesen szerelt belső komponenseket. A TAM levehető trackpadje is hasonlóságot mutat a Magic Trackpad-dal.

### Megjelenések
A szokatlan dizájnja miatt a TAM számos filmben és televíziós sorozatban szerepelt, többek között:
- Seinfeld: A kilencedik évad több epizódjában Jerry Seinfeld lakásában.[13]
- Jóbarátok: Chandler irodai asztala mögött a negyedik évadban, a "The One With the Worst Best Man Ever" című epizódban.
- Sabrina (1995): Egy prototípus TAM gép van Linus Larrabee íróasztalán. A TAM prototípus a jobb oldalon található egy külön asztalon. A CD lejátszónak átlátszó nyílása van az ajtó közepén, amely lehetővé teszi a CD behelyezését és eltávolítását, ez az átlátszó funkció eltűnt a gyártási verzióban. Az egység, amely Linus asztalán volt, az Apple házon belüli fejlesztési modellje volt, amelyet az Apple kölcsönzött a stúdiónak.
- Batman és Robin (1997): Alfred használja CD írására (amire a valós számítógép nem volt képes).[14]
- Serial Experiments Lain (1998): Az első számítógép, amit Lain használ, egy piros színű TAM.
- Az ember gyermeke (2006): Jasper rejtekhelyén használnak egy TAM-ot, hogy videófelvételeket mutassanak a betörőkről. Ebben a filmben a TAM 30 éves lenne, mivel a film 2027-ben játszódik.

## 20th Anniversary Macintosh technikai adatok
A táblázat nem tartalmazza az összes műszaki paramétert. A bemutatáskor érvényes adatokat soroljuk fel, a későbbi frissítéseket nem. Az adatok az Apple adatlapjáról származnak, a hiányzó adatok az Everymac.com oldalról és a Mactracker alkalmazásból valók.
| Gép nevebemutatva kivezetveoperációs rendszer      | Méretmagasság szélesség mélység súlyház | Processzorprocesszor @órajel L1 és L2 cacherendszerbusz | Memóriaalap max. @sebességhely, típus            | Háttértármerevlemezkülső adathordozó | Kijelzőmérete felbontása (képpont)              | Grafikavideókártyamemória (max.) VRAM típus | Csatlakozók, bővíthetőségEthernetmodembelső bővítőhelyegyéb |
| -------------------------------------------------- | --------------------------------------- | ------------------------------------------------------- | ------------------------------------------------ | ------------------------------------ | ----------------------------------------------- | ------------------------------------------- | ----------------------------------------------------------- |
| PM 20th1997. márc. 20. 1998. márc. 14.System 7.6.1 | 438x419x254 mm 6,8 kg All-in-One        | PowerPC 603e @250 MHz L1: 32kB L2:256kBusz: @50 MHz     | 32 MB max: 128 MB @60 nskettő hely, 168-pin DIMM | 2.0 GB (IDE)4X CD-ROM                | Beépített 12.1" színes kijelző 800x600 képpont. | 3D Rage II2 MB / 2 MB Dedikált SGRAM        | –Modem: 33.6k (belső)egy PCI, egy Comm II                   |

## Power Macintosh számítógépek az időben
| A Power Macintosh számítógépek idővonalon |
| --- |
| |
| A színek kezdete a bemutató időpontja, a forgalmazás több esetben is hónapokkal később kezdődött. Megeshet, hogy egy csík végét kitakarja egy másik csík eleje. Előfordul, hogy a gyártás befejezését követően még egy ideig forgalomban marad a gép adott verziója. A 6100/66 géppel kezdődő sorok az asztali, fekvő Power Macintoshok, a 8100/80 géppel kezdődő sorok az álló Power Macintosok, a kis álló házat szürke csík jelöli. Az 5200/75 LC géppel kezdődő sorok a kijelzővel egybeépített Power Macintoshok. Az Apple adatlapokon nem szereplő adatok forrása az EveryMac. |

## Fordítás
Ez a szócikk részben vagy egészben  a   Twentieth Anniversary Macintosh című angol Wikipédia-szócikk ezen változatának fordításán alapul.  Az eredeti cikk szerkesztőit annak laptörténete sorolja fel. Ez a jelzés csupán a megfogalmazás eredetét és a szerzői jogokat jelzi, nem szolgál a cikkben szereplő információk forrásmegjelöléseként.